# Намайоки
Намайоки (устар. Нама-йоки) — река в России, протекает в Мурманской области. Впадает на 26 км Печенги. Длина реки — 36 км, площадь водосборного бассейна — 272 км².
В 12 км от устья по правому берегу реки впадает река Арвалдемйоки.

## Данные водного реестра
По данным государственного водного реестра России относится к Баренцево-Беломорскому бассейновому округу, водохозяйственный участок реки — Печенга. Речной бассейн реки — бассейны рек Кольского полуострова, впадает в Баренцево море.
Код объекта в государственном водном реестре — 02010000212101000000350.